# ینس اشمیت (بازیکن فوتبال)
ینس اشمیت (انگلیسی: Jens Schmidt؛ زادهٔ ۳ آوریل ۱۹۶۳) بازیکن فوتبال اهل آلمان است.
از باشگاه‌هایی که در آن بازی کرده‌است می‌توان به باشگاه فوتبال ارتسگبیرگ آئو و باشگاه فوتبال کمنیتس اشاره کرد.
وی همچنین در تیم ملی فوتبال آلمان شرقی بازی کرده‌است.